# Laura Kelly
Laura Jeanne Kelly (Nueva York, 24 de enero de 1950) es una política estadounidense. Miembro del Partido Demócrata, desde 2019 se desempeña como gobernadora de Kansas.

## Vida personal
Kelly contrajo matrimonio en 1979 con el médico Ted Daughety, especialista en trastornos pulmonares y del sueño. Se mudaron a Topeka en 1986 y tienen dos hijas: Kathleen y Molly Daughety.
Kelly es católica.

## Resultados electorales

### Senado de Kansas
|  | 50.16 % |

|  | 58.15 % |

|  | 51.71 % |

|  | 51.60 % |

### Gobernadora de Kansas
|  | 51.52 % |

|  | 48.01 % |

|  | 93.84 % |

|  | 49.54 % |